# Cunaxidae
Cunaxidae zijn  een familie van mijten. Bij de familie zijn 27 geslachten met circa 330 soorten ingedeeld.